# Рива, Серджо
Серджо Рива (итал. Sergio Riva, род. 29 марта 1983 года в Бергамо) — итальянский бобслеист, разгоняющий, выступал за сборную Италии в 2007—2012 годах. Участник зимних Олимпийских игр в Ванкувере, неоднократный победитель и призёр национального первенства, различных этапов Кубка мира.

## Биография
Серджо Рива родился 29 марта 1983 года в городе Бергамо, регион Ломбардия. Активно заниматься бобслеем начал в 2007 году, тогда же в качестве разгоняющего прошёл отбор в национальную сорную и стал ездить на крупнейшие международные старты, порой показывая довольно неплохой результат. В ноябре 2008 года дебютировал в Кубке мира, на этапе в немецком Винтерберге занял с четвёркой восемнадцатое место, тогда как на остальных этапах почти всегда оказывался в двадцатке сильнейших. Год спустя в составе экипажа Симоне Бертаццо принимал участие в заездах взрослого чемпионата мира в американском Лейк-Плэсиде, однако их команда вынуждена была завершить выступление уже после двух попыток.
Благодаря череде удачных выступлений Рива удостоился права защищать честь страны на зимних Олимпийских играх 2010 года в Ванкувере, где в паре с опытным пилотом Фабрицио Тозини расположился на семнадцатой строке зачёта двухместных экипажей. В следующем сезоне выиграл свою первую медаль с мирового кубка, когда на трассе в американском Парк-Сити с двойкой финишировал вторым, при этом спустя две недели на этапе в Лейк-Плэсиде взял в той же дисциплине золото. В 2011 году принимал участие в заездах чемпионата мира в немецком Кёнигсзее и в программе четырёхместных экипажей закрыл лучшую двадцатку. Позже побывал ещё на нескольких этапах Кубка мира, но, поскольку конкуренция в сборной на тот момент сильно возросла, в 2012 году принял решение завершить карьеру профессионального спортсмена, уступив место молодым итальянским разгоняющим.